# Willi Willwohl
Willi Willwohl (Cottbus, 31 de agosto de 1994) es un ciclista alemán que fue profesional entre 2013 y 2016.

## Palmarés
2013
- 3 etapas del Tour de Berlín
- 1 etapa del Dookoła Mazowsza

2014
- 1 etapa del Carpathia Couriers Paths

2015
- 1 etapa del Tour de Loir-et-Cher[1]
- 1 etapa del Dookoła Mazowsza